# Sultans of Swing

Bìa đĩa đơn: Dire Straits - Sultans Of Swing

Hình ảnh trong bài hát

"Sultans of Swing" là đĩa đơn đầu tiên phát hành của ban nhạc rock đến từ Vương quốc Anh Dire Straits. Đĩa đơn này đã được tham gia vào bảng xếp hạng nhạc pop của Mỹ vào năm 1979. Đĩa đơn này đã thu được thành công sau hơn 6 tháng phát hành album đầu tiên của ban nhạc vào tháng 10 năm 1978; Bài hát đã nằm trong số 10 bài đứng đầu bình chọn của Mỹ và Anh và giúp cho album bán chạy hơn.
Với mối quan hệ đơn giản giữa giai điệu và lời hát, bài hát đã đánh dấu một thay đổi lớn so với thể loại disco và trào lưu nhạc punk ầm ĩ đang phổ biến lúc bấy giờ. Sự sắp xếp của Sultans of Swing rất rõ ràng: người chơi ghi ta, một người chơi ghi ta bass và tiết tấu bài hát khá nhanh, theo nhịp 4/4, mang đậm hơi hướng nhạc jazz. Phần lớn nhạc cụ đều được các thành viên chơi khá tuyệt và giọng hát gây ấn tượng của Mark Knopfler, linh hồn của ban nhạc.
Nội dung của bài hát nói về những thành viên khác nhau thuộc nhóm nhạc jazz, những người mà chỉ muốn chơi nhạc của họ ở một câu lạc bộ nhỏ ở London và không quan tâm đến mức độ phổ biến âm nhạc của họ như thế nào.
Phiên bản của bài hát trong album có đoạn ghi ta chơi sô lô. Knopfler đã chơi một cách ngẫu hứng đoạn đó và phát triển nó rất nhiều lần trong khi biểu diễn trực tiếp. Người nghe như ngây ngất, như được chìm đắm trong buổi khiêu vũ của những "ông hoàng nhạc Swing". Phần lớn các phiên bản như vậy có trong album Alchemy và phần thu âm của đài BBC.